# 마라 (맛)
마라(중국어: 麻辣, 병음: málà, 한자음: 마랄)는 중국어로 "얼얼한 맛"을 뜻하는 "마(麻)"와 "매운 맛"을 뜻하는 "라(辣)"를 합친 말로, "얼얼하고 매운 맛"을 가리킨다. 얼얼한 맛은 화자오의 산쇼올이, 매운 맛은 고추의 캡사이신이 낸다.
쓰촨 요리의 대표적인 향미 가운데 하나이다. 쓰촨 및 윈난 지역에서는 마라 소스(중국어 간체자: 麻辣酱, 정체자: 麻辣醬, 병음: málàjiàng 마라장[*], 한자음: 마랄장)나 마라 가루(중국어: 麻辣粉, 병음: málàfĕn 마라펀[*], 한자음: 마랄분)가 시판되기도 한다.

## 요리

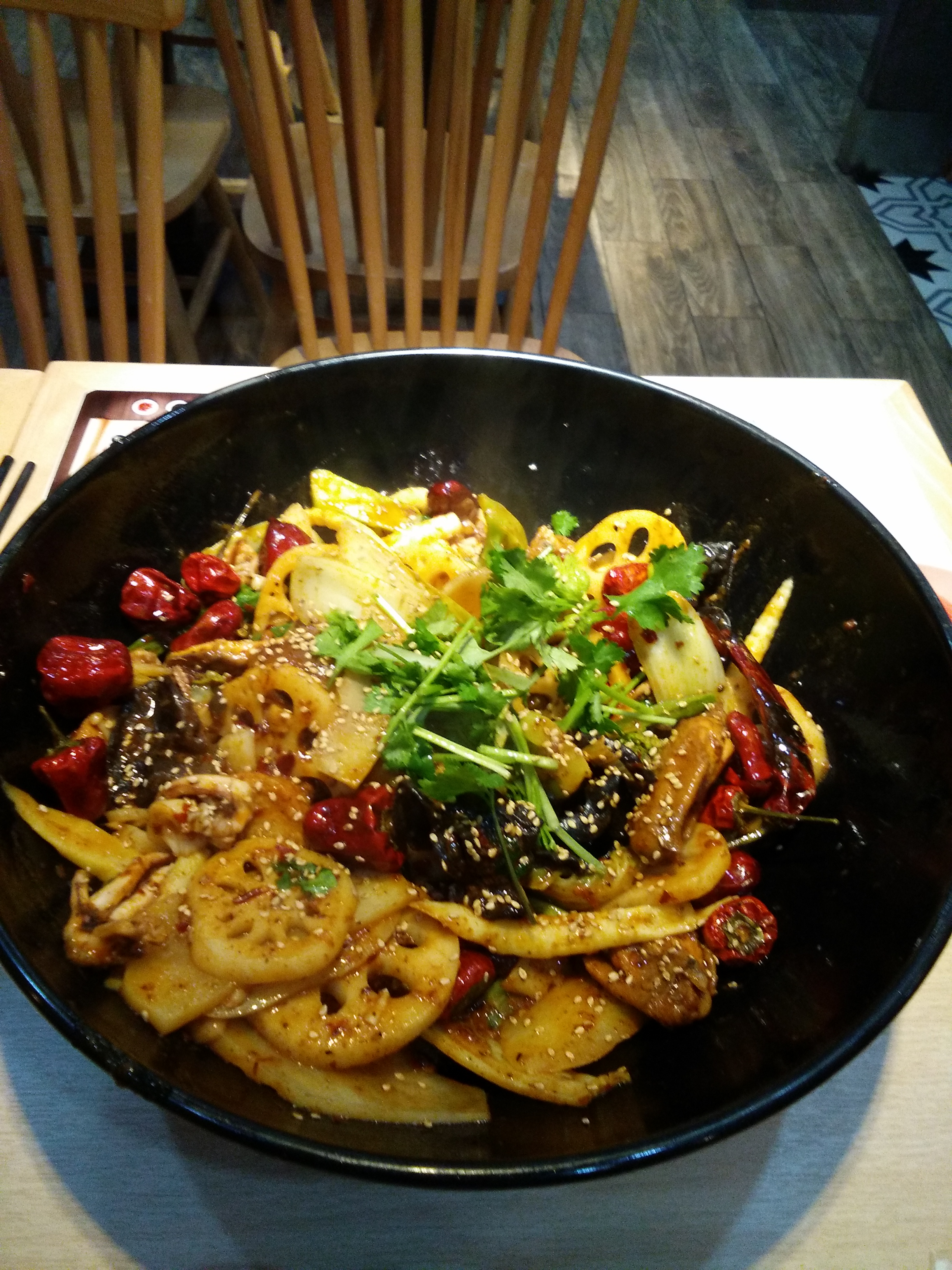
마라샹궈
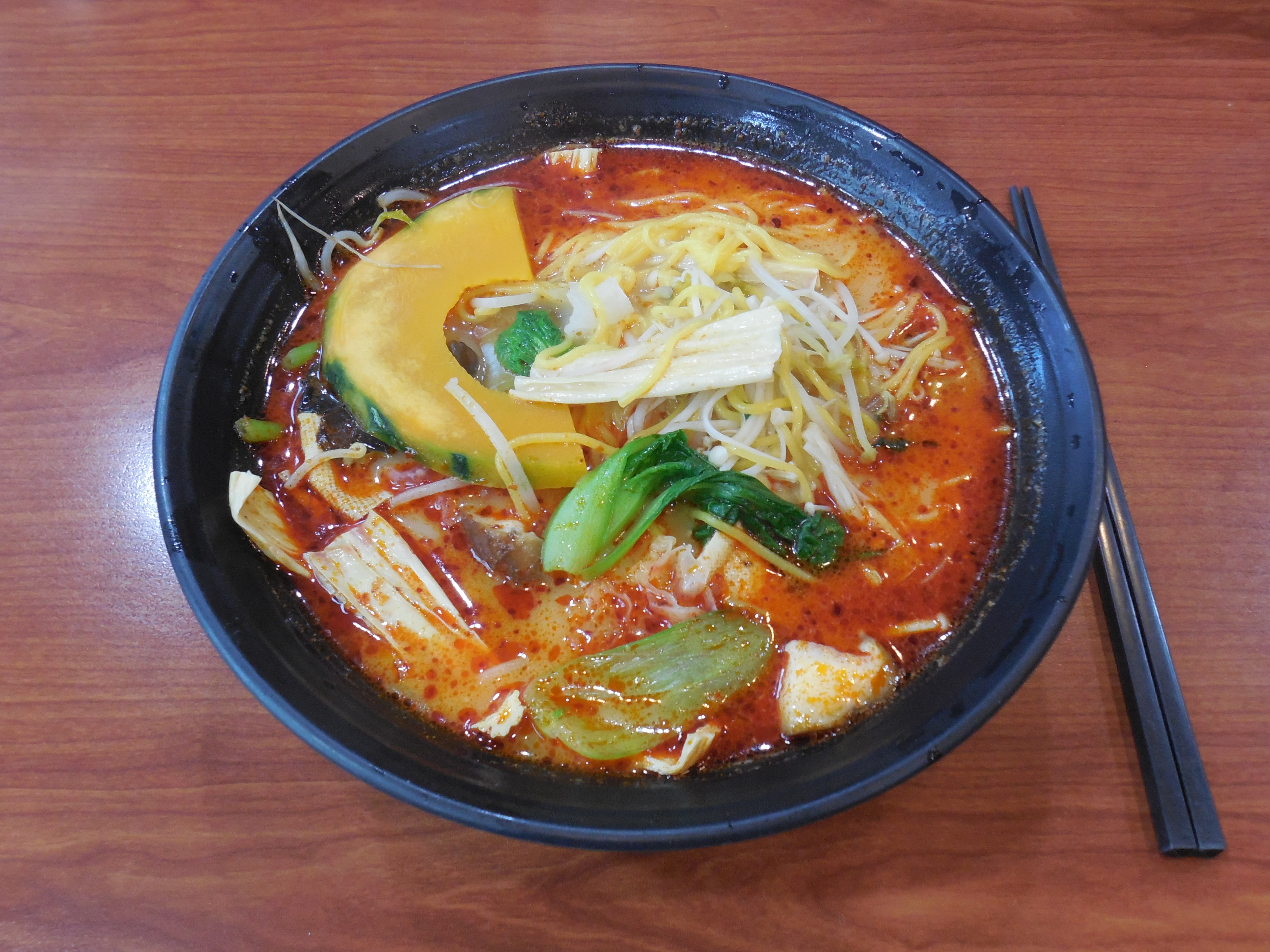
마라탕
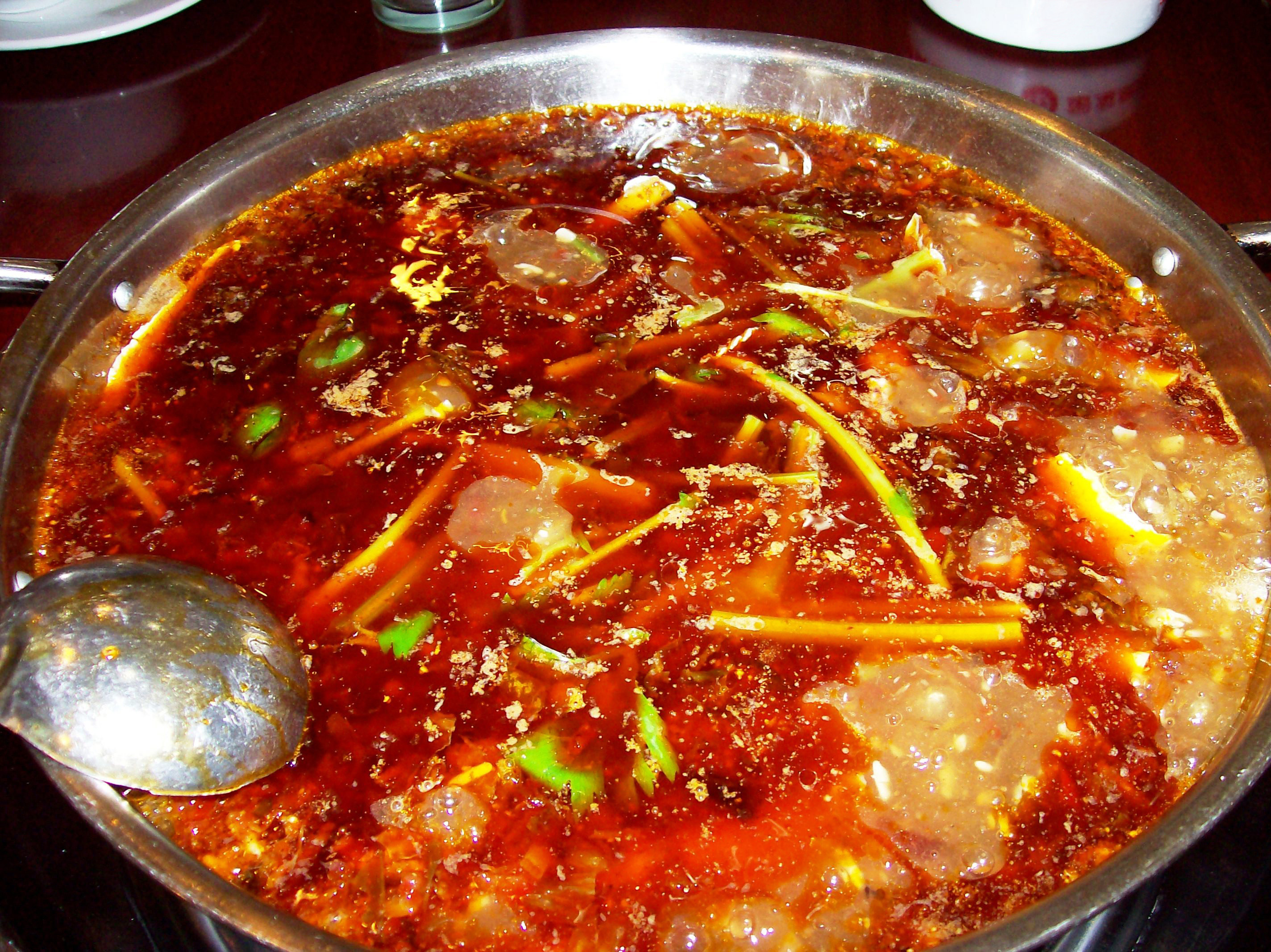
마라훠궈
- 마라룽샤

- 마라샹궈
- 마라탕
- 마라훠궈

## 같이 보기
- 위샹